# Volo Olympic Airways 830
Il volo Olympic Airways 830 era un volo passeggeri interno in Grecia da Atene a Kozani con scalo a Larissa. Il 23 novembre 1976 era operato da un NAMC YS-11A turboelica che sbatté, a un'altitudine di 4265 piedi, con una montagna vicino a Servia, distruggendo l'aereo e uccidendo tutti i 50 occupanti a bordo.

## L'aereo
L'aereo era un NAMC YS-11 bimotore. Un aereo di linea turboelica immatricolato SX-BBR con numero di costruzione 2156, volò per la prima volta il 12 aprile 1971 in Giappone e fu consegnato all'Olympic Airways il 28 aprile 1971.

## L'incidente
Quando l'aereo non fu in grado di atterrare a Larissa a causa del maltempo, l'equipaggio decise di volare direttamente fino a Kozani a un'altitudine di 5500 piedi. L'ultimo contatto radio fu alle 09:45, quando il pilota in comando riferì di essere a circa 15 miglia nautiche a sud di Kozani su una direzione di 318 gradi, e gli fornirono le previsioni meteorologiche. Alle 10:19, senza alcuna notizia dall'aereo, l'aeroporto dichiarò un'emergenza e si scoprì che il volo 830 si era schiantato contro una montagna a un'altezza di 4265 piedi vicino al villaggio di Servia.

## L'indagine
L'indagine dimostrò che l'aereo era su una rotta di 310 gradi quando colpì per la prima volta il suolo, disintegrandosi nei successivi 200 metri prima di tornare in volo per poco tempo, schiantandosi infine ai piedi di un'altra collina. L'incendio era scoppiato dopo l'impatto iniziale e continuò a divampare per diverse ore distruggendo il velivolo. Sul luogo dell'incidente la montagna sopra i 3000 piedi era coperta di nuvole.